# Irene Vilar
Irene Vilar ComIH • ComSE como ficou conhecida Maria Irene Lima de Matos Vilar (Matosinhos, 11 de dezembro de 1930 – Porto, 12 de maio de 2008) foi uma escultora, pintora e medalhista portuguesa.
É autora de uma variada, ampla e riquíssima obra plástica, nas áreas da escultura, da medalhística, da numismática, da ourivesaria e da pintura, exibida em diversas exposições individuais e coletivas e distinguida com vários prémios. Em 1976, legou, generosamente, parte da sua criação artística à Câmara Municipal de Matosinhos.
A artista é uma das poucas mulheres portuguesas a ter seu nome homenageado em um nome de rua, a praça Irene Vilar. 

## Biografia
Irene se mudou aos 19 anos para a Foz do Douro, no Porto, onde teve dois ateliers na Rua do Padre Luís Cabral, perto da casa onde vivia. Ela concluiu a escola já na cidade e, contra a vontade da família, inscreveu-se na Escola Superior de Belas Artes do Porto, onde concluiu sua licenciatura em Escultura em 1955. Na classificação final, obteve a nota máxima com seu trabalho "Estátua Jacente".
Em 1958, foi bolseira do Instituto de Alta Cultura e da Fundação Calouste Gulbenkian, foi para a Itália estudar e viajou pela Espanha, França e Suíça. Foi professora na Escola de Gomes Teixeira e na Escola Secundária de Clara de Resende, no Porto, nas disciplinas de Desenho, Educação Visual e História do Traje. Foi também foi diretora da antiga Escola Industrial Aurélia de Sousa (hoje Escola Secundária), também no Porto. Depois de um de 25 de Abril de 1974, terminou a sua carreira de docente na Escola Secundária Clara de Resende, em 1987. A partir desta data passou a dedicar-se inteiramente à sua arte.
O trabalho de Irene Vilar está representado em colecções particulares e oficiais, nomeadamente da Secretaria de Estado da Cultura, Museu Amadeo Souza-Cardoso, Biblioteca-Museu de Vila Franca de Xira, Museu Nacional de Soares dos Reis, no Porto, Museu do Chiado, em Lisboa, Património Artístico de Matosinhos, entre outras.
Em 2007, ela foi autora da moeda de dois euros que assinalou a presidência portuguesa da União Europeia.

## Obra
Alguns de seus principais trabalhos são Irmã Maria do Divino Coração, que pode ser vista junto da Igreja do Sagrado Coração de Jesus, em Ermesinde; da escultura do Anjo de Portugal e dos pastorinhos de Fátima situada no Poço do Arneiro, em Aljustrel; da escultura O Universo (4+3), que pode ser vista no Parque de Nova Sintra, no Porto. Suas obras podem ser encontradas nos arredores da região do Grande Porto, como Matosinhos. 
O principal destaque da sua carreira é sua obra escultórica, que encontra-se dispersa por Portugal, Alemanha, África do Sul, Brasil, Bélgica, Holanda e Macau. A artista fez, deentre muitos outros, os monumentos a Camões, Garcia de Orta e Guilhermina Suggia, no Porto; ao Bombeiro, em Paredes; ao Artilheiro no Regimento de Artilharia 5, em Vila Nova de Gaia; a São Rosendo, em Santo Tirso; ao Pescador, a Florbela Espanca e a Abel Salazar, em Matosinhos; a São Miguel Arcanjo no Comando-Geral da PSP, em Lisboa; a Dom António Ferreira Gomes, ao Padre Américo, assim como o conjunto de nove esculturas na Rotunda do Cameirinho, em Penafiel. Irene também é responsável por diversos monumentos em homenagem a Fernando Pessoa, nomeadamente em Durban (África do Sul), São Paulo (Brasil) e em Ixelles, Bruxelas, na Bélgica. A convite do Governo de Macau executou, em 1996, o Monumento Abraço para o Jardim Luís de Camões.
Os temas religiosos também se fazem presentes na sua obra, tendo esculpido diversas imagens para igrejas como é o caso da Nossa Senhora de Fátima da Igreja da Senhora da Hora, Matosinhos.

## Prêmios e Reconhecimentos
- A 10 de Junho de 1982, foi feita Comendadora da Ordem do Infante D. Henrique e, a 10 de Junho de 2008, foi feita, a título póstumo, Comendadora da Ordem Militar de Sant'Iago da Espada.[10]
- Prémio de escultura IV Bienal de Paris, com a sua obra o Cerco.[11]

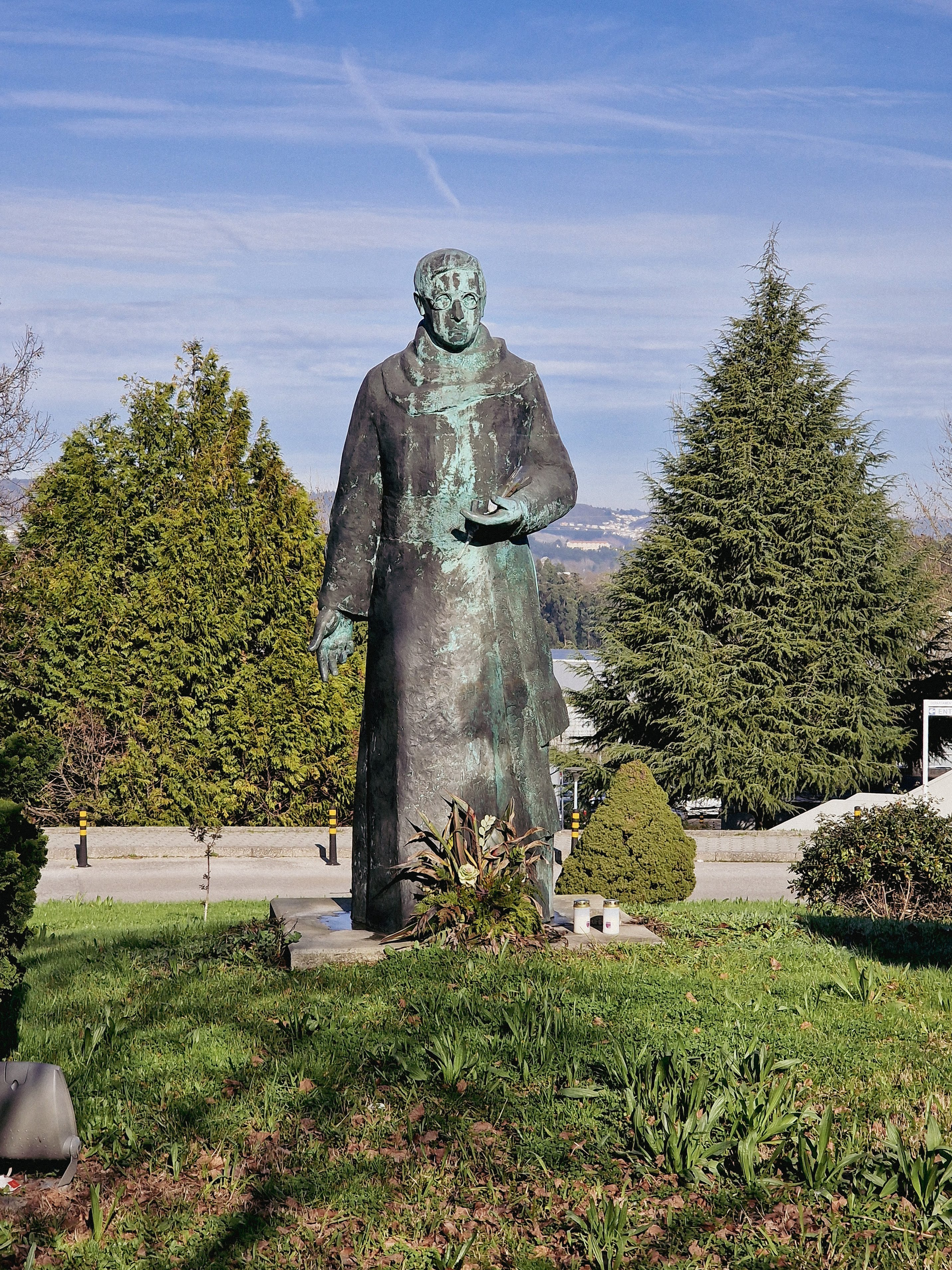
Estátua do Padre Américo (Américo Monteiro de Aguiar), na entrada principal do Hospital Padre Américo, em Penafiel, na união de freguesias de Guilhufe e Urrô, da autoria da escultora Irene Vilar.

## Galeria

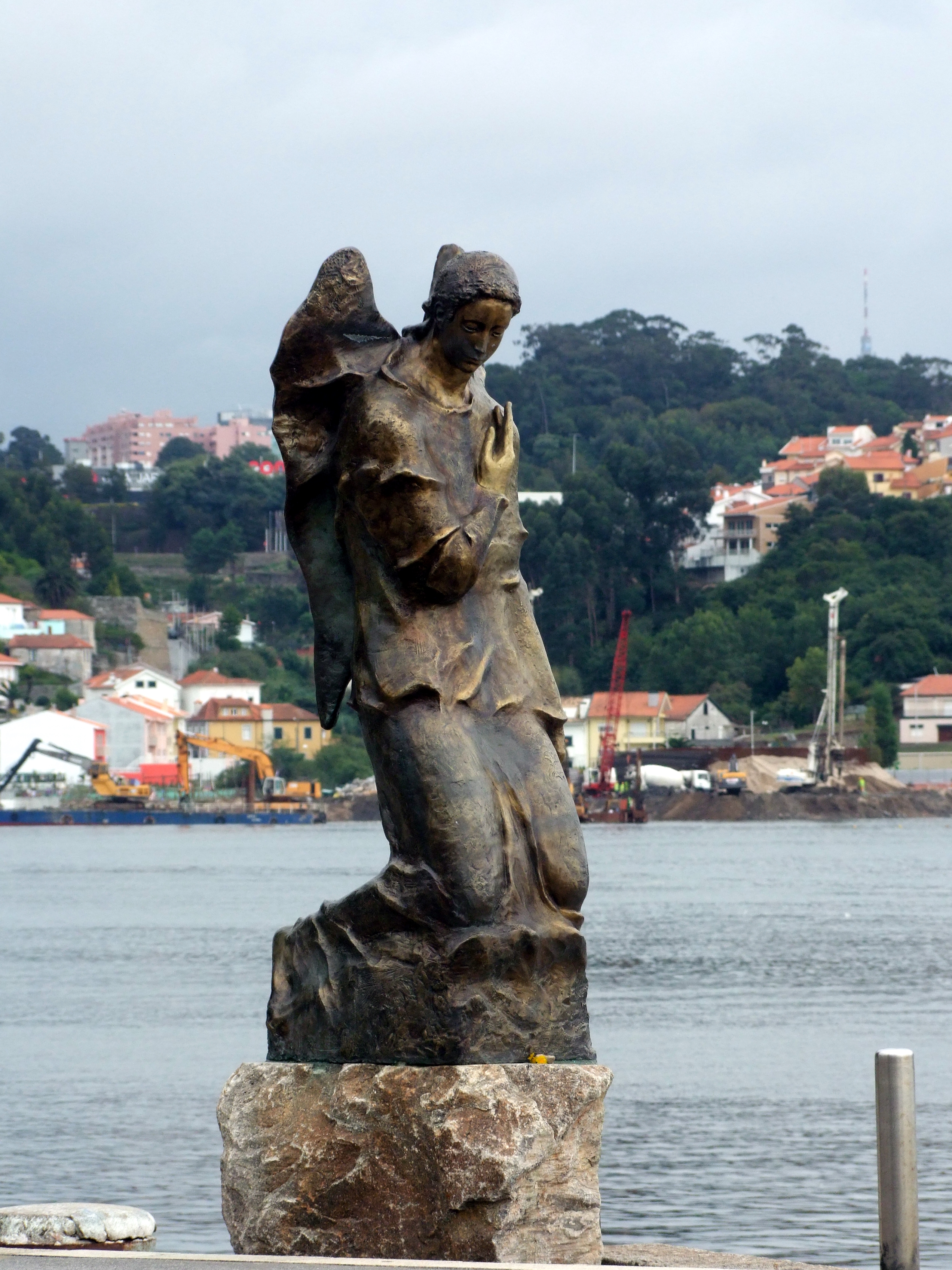
Mensageiro (Porto)
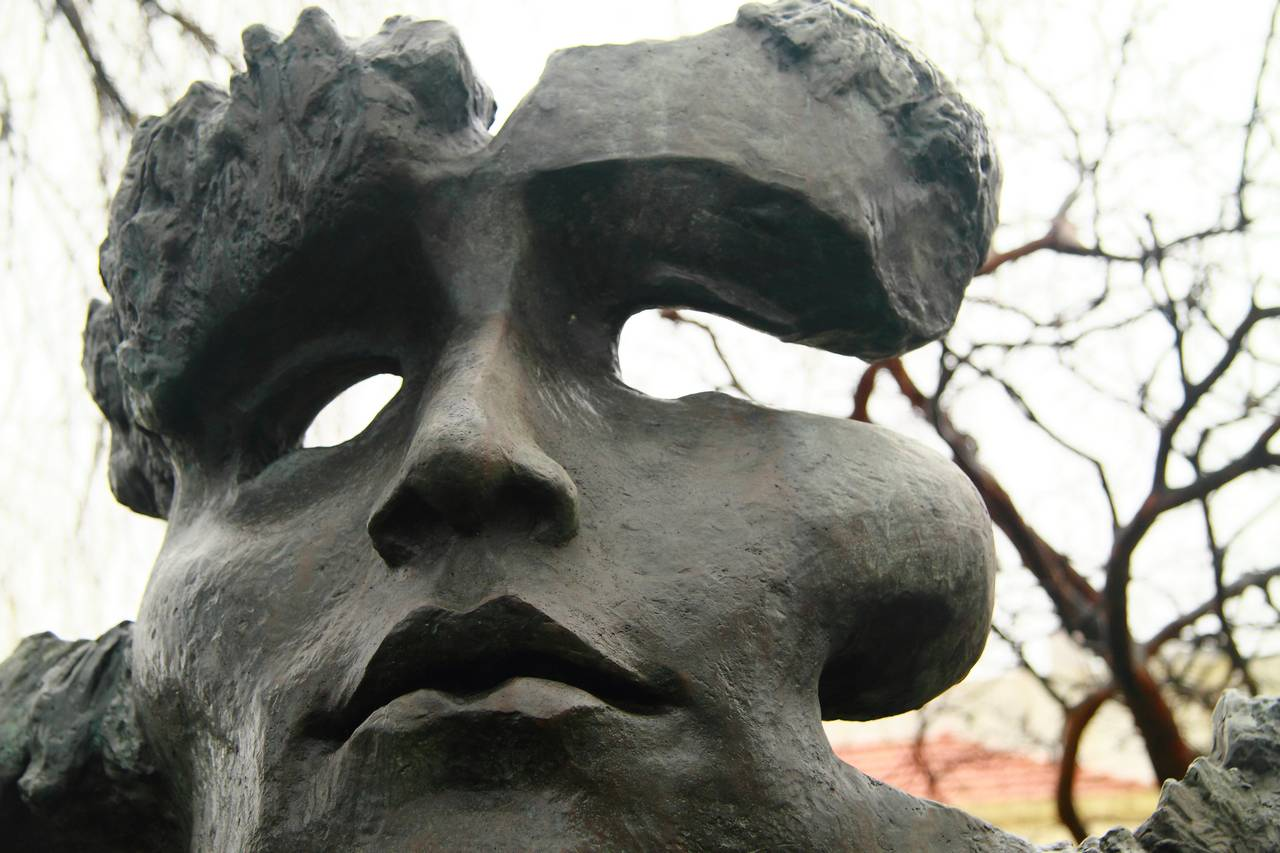
Florbela Espanca
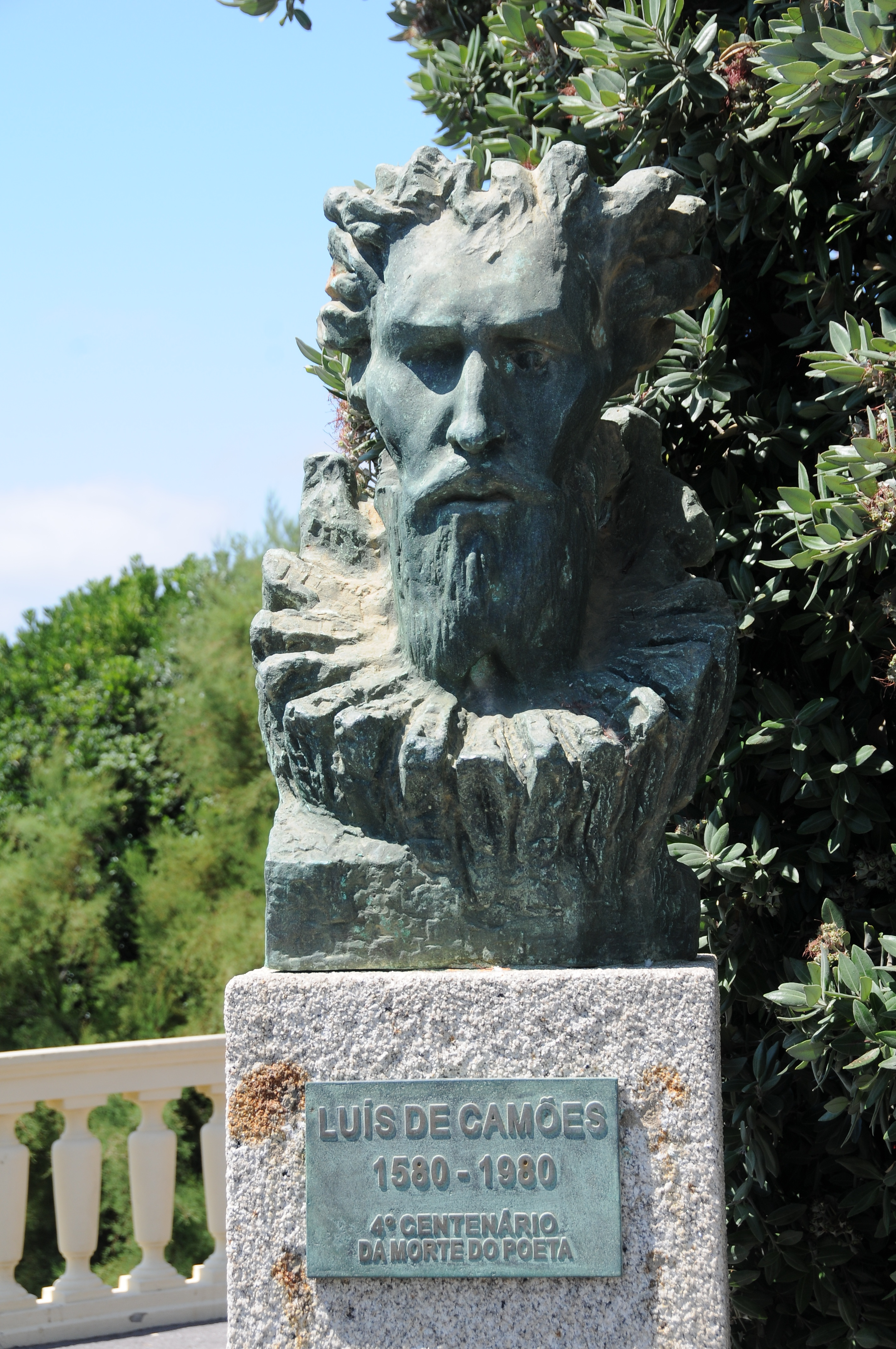
Busto de Camões (Porto)
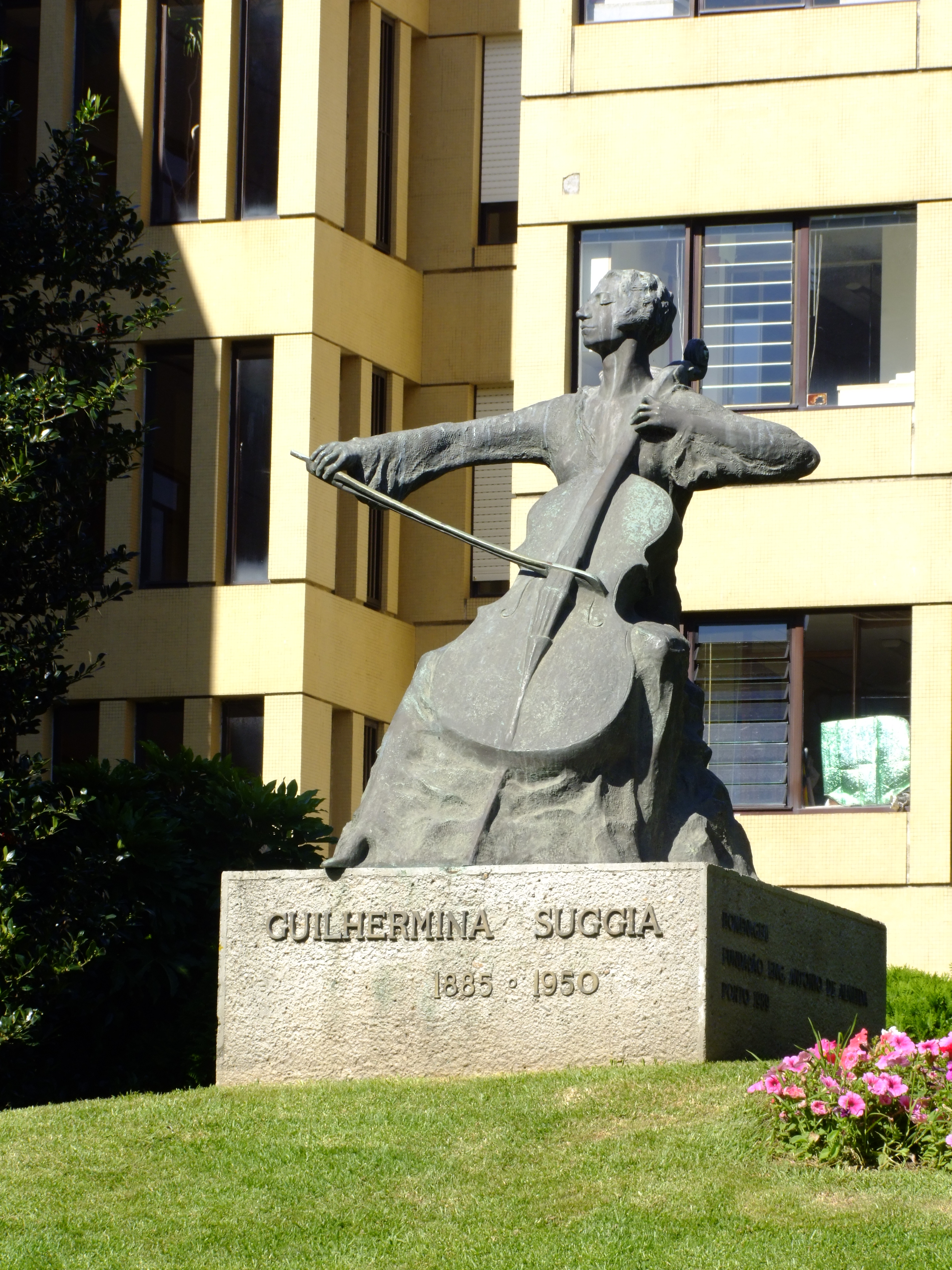
Guilhermina Suggia (Porto)
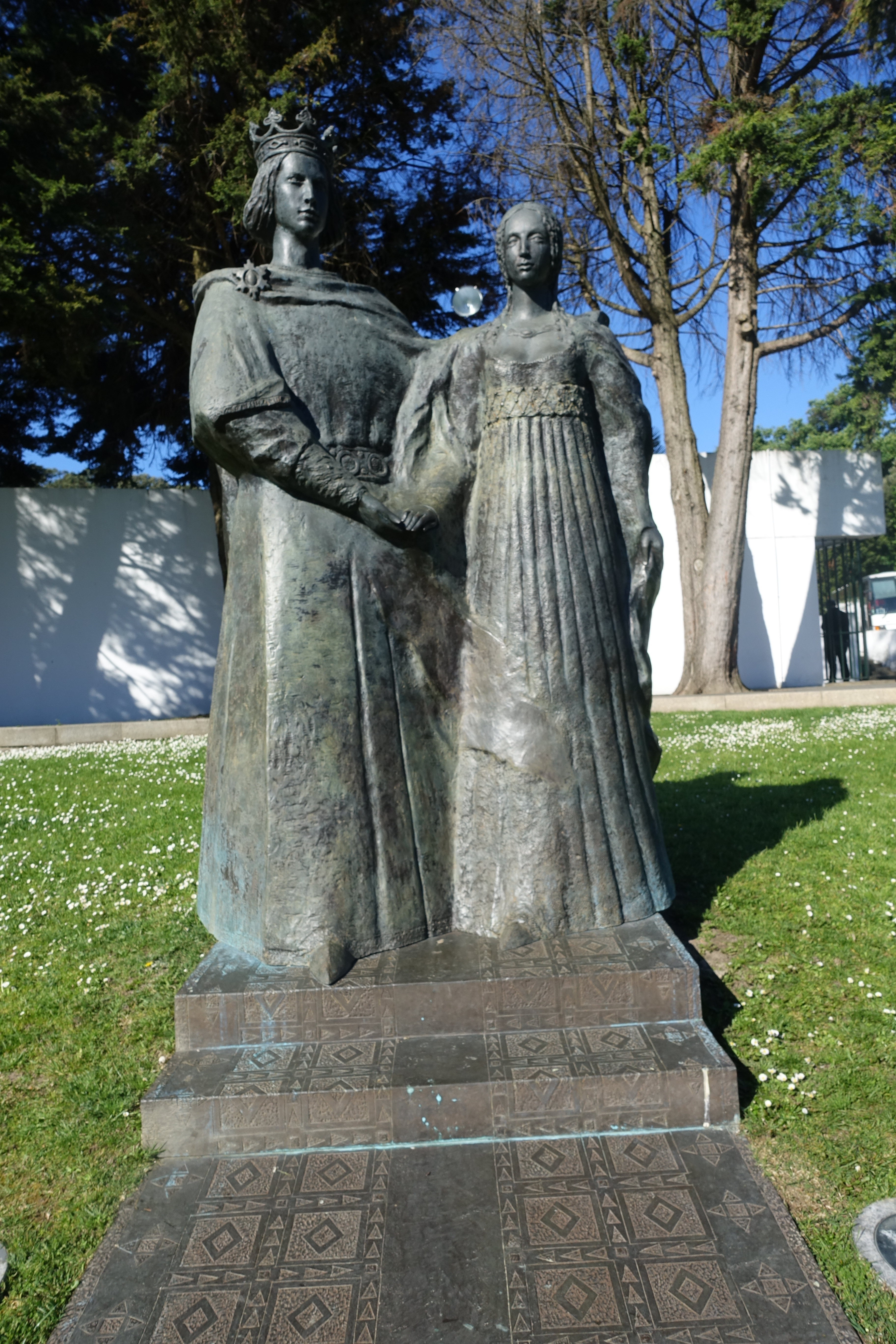
D. Fernando e D. Leonor Teles (Leça do Balio)